# Francesco Gioia
Francesco Gioia OFM Cap. (ur. 21 lipca 1938 w San Vito dei Normanni) – włoski duchowny katolicki, arcybiskup, sekretarz Papieskiej Rady ds. Duszpasterstwa Migrantów i Podróżujących.
Święcenia kapłańskie otrzymał 29 czerwca 1965.
2 lutego 1990 papież Jan Paweł II mianował go ordynariuszem archidiecezji Camerino-San Severino Marche. Sakry biskupiej udzielił mu 5 kwietnia 1990 osobiście papież.
W 1993 został przeniesiony do Kurii rzymskiej. 8 lipca 1996 został sekretarzem Papieskiej Rady ds. Duszpasterstwa Migrantów i Podróżujących.
Od 25 lipca 2001 do 22 lipca 2013 był delegatem papieskim przy patriarchalnej bazylice św. Antoniego w Padwie.
25 lipca 2001 papież Jan Paweł II mianował go przewodniczącym urzędu Peregrinatio ad Petri Sedem. Pełnił tę funkcję do czasu zlikwidowania urzędu, czyli do 27 września 2007. Po przywróceniu urzędu 23 stycznia 2013 papież Benedykt XVI mianował go ponownie przewodniczącym urzędu Peregrinatio ad Petri Sedem http://www.gcatholic.org/dioceses/romancuria/d9b.htm. Urząd ponownie został włączony w struktury Administracji Dóbr Stolicy Apostolskiej w lipcu 2016. 